# Jaume Bassó
Jaume Bassó Barberán (Badalona, 19 settembre 1929 – 20 gennaio 2021) è stato un cestista spagnolo.

## Palmarès
- Copa del Rey: 3

Joventut de Badalona: 1953, 1955, 1958